# 大墩子遗址 (元谋县)
大墩子遗址，位于中华人民共和国云南省楚雄彝族自治州元谋县张二村河北岸，是全国重点文物保护单位。

## 沿革
1971年12月23日，云南省博物馆张兴永等人在大墩子附近进行地质调查时发现遗址。1972年2-4月，云南省博物馆对大墩子遗址进行了两次试掘，面积235平方米，由陈廷藩主持。同年11月至1973年1月，云南省文化局举办的第一期文物考古学习班在这里实习发掘261平方米，由张增祺主持，中国科学院考古研究所也参与此次活动。

## 特点
大墩子遗址共清理出房屋基址15座，房基平面呈长方形，属平地起建的粘土木结构建筑。还发现了竖穴土坑墓20座、瓮棺葬墓17座和壕沟1条。遗址内出土的文物种类繁多，有陶器、石器、骨器、角器、牙器、蚌器以及大量兽骨等。其中有一件鸡形陶壶，造型新颖，为夹砂灰陶，身部戳印点线纹，背部尾部饰贴塑乳钉纹。形似昂首翘尾的雄鸡，是云南生物学史上最早的动物图像，为国家一级文物。

## 保护
1981年9月23日，楚雄州人民政府公布大墩子新石器遗址为第一批楚雄州文物保护单位；1987年12月21日，云南省人民政府公布大墩子遗址为第三批云南省文物保护单位；2013年3月5日，中华人民共和国国务院公布其为第七批全国重点文物保护单位。

## 图像

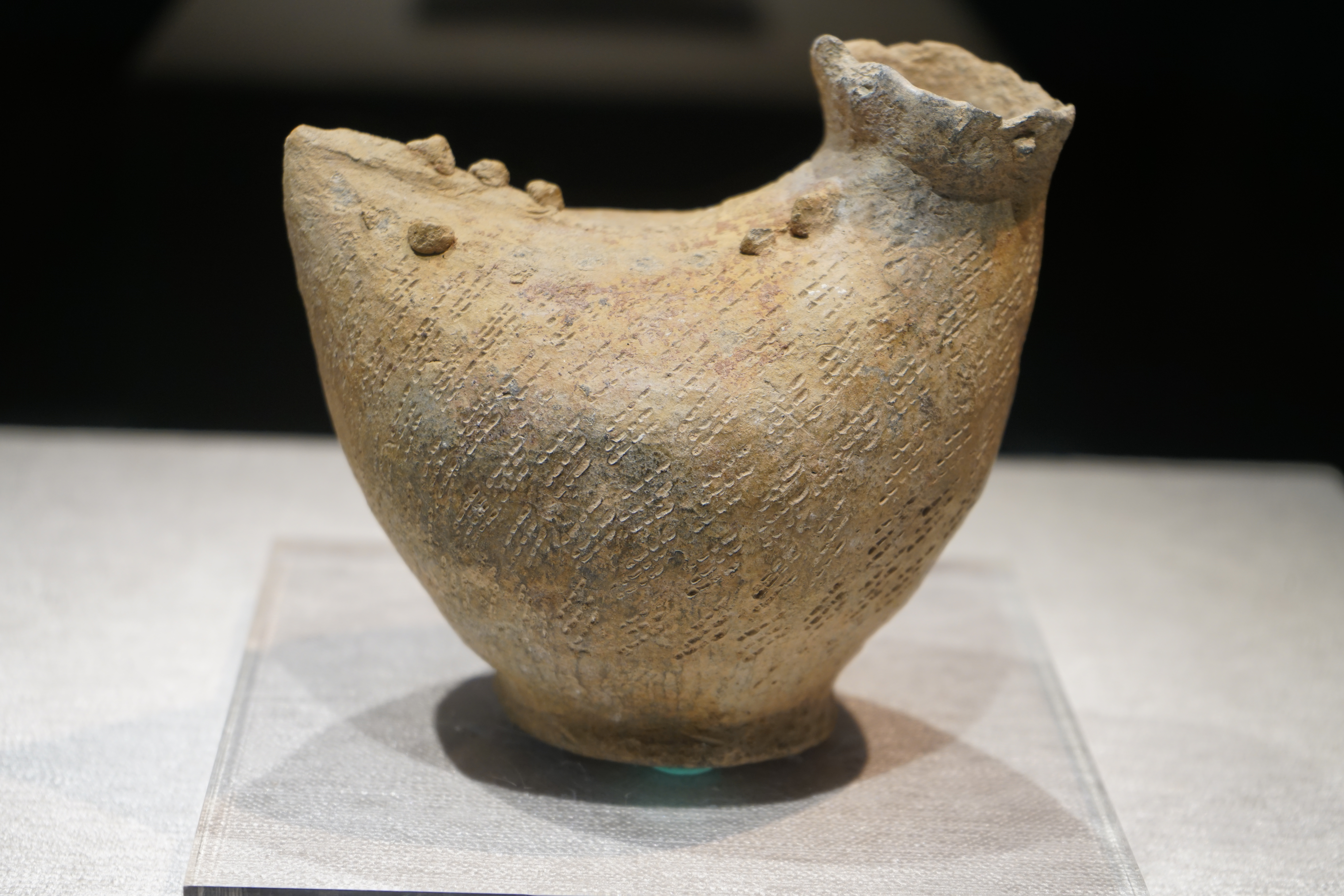
鸡形陶壶，出土自元谋大墩子遗址，藏于云南省博物馆
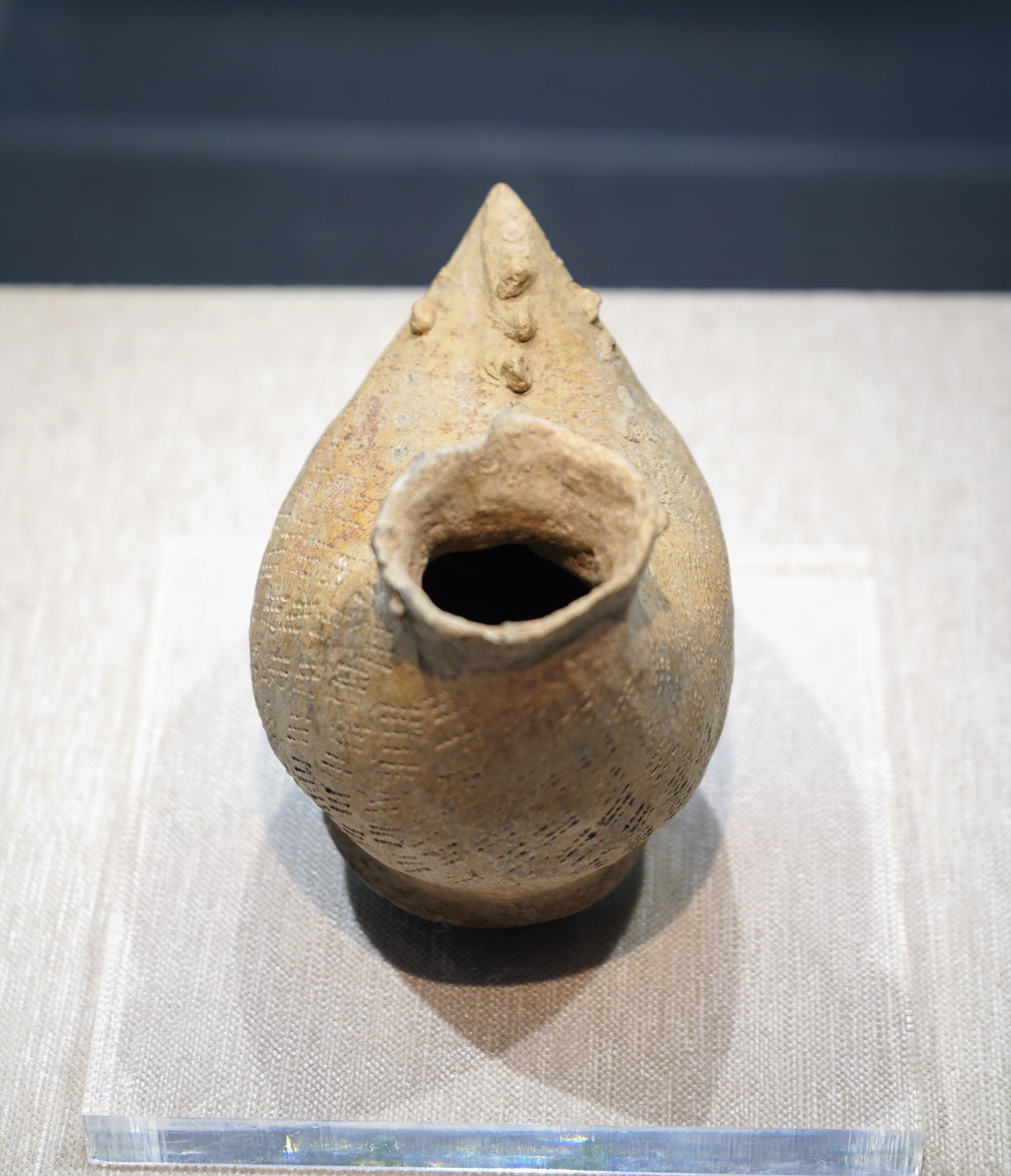
鸡形陶壶俯视图，出土自元谋大墩子遗址，藏于云南省博物馆
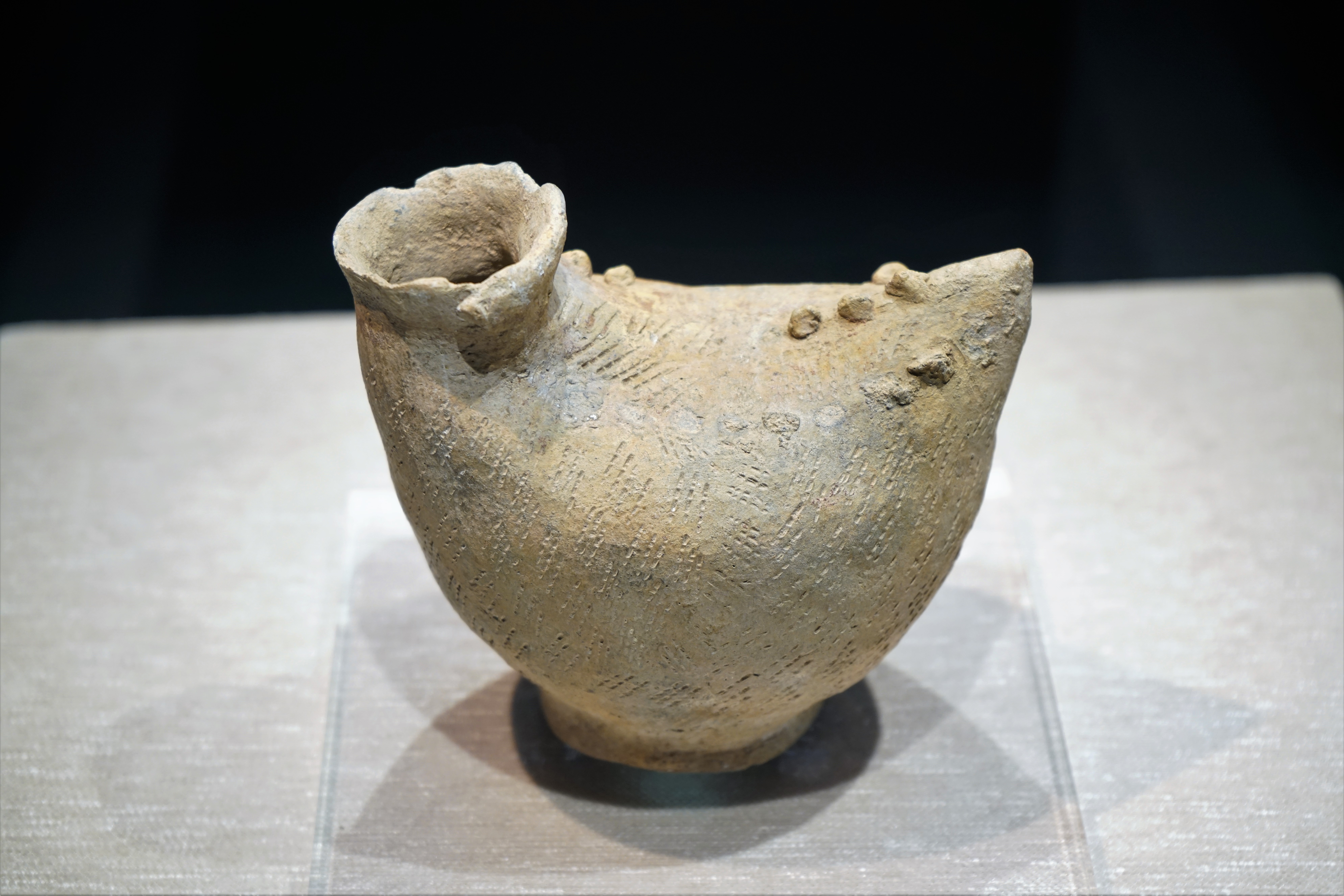
鸡形陶壶另一侧，出土自元谋大墩子遗址，藏于云南省博物馆